# ماريوس روسو
ماريوس روسو (بالإنجليزية: Marius Russo)‏ هو لاعب كرة قاعدة أمريكي، ولد في 19 يوليو 1914 في بروكلين في الولايات المتحدة، وتوفي في 26 مارس 2005 في فورت مايرز في الولايات المتحدة.

## وصلات خارجية
- ماريوس روسو على موقعبيزبول رفرنس.كوم (الدوري الرئيسي) (الإنجليزية)
- ماريوس روسو على موقعبيزبول رفرنس.كوم (الدوري الثانوي) (الإنجليزية)